# پی‌یر دلین
پیر رنه دلین (ویکُنت دلین) (به فرانسوی: Pierre René Deligne) (زاده ۳ اکتبر ۱۹۴۴ در اتربیک) ریاضی‌دان بلژیکی و استاد بازنشسته در مؤسسه مطالعات پیشرفته است. شهرت وی به دلیل کار بر روی حدس‌های ویل، و ارائه یک برهان کامل برای این حدس‌ها در سال ۱۹۷۳ میلادی می‌باشد. او یکی از چهار ریاضی‌دانی است که موفق به دریافت سه جایزه معتبر ریاضی (مدال فیلدز در (۱۹۷۸)، جایزه ولف در (۲۰۰۸) و جایزه آبل در (۲۰۱۳)) شده‌اند. سه ریاضی‌دان دیگر عبارتند از: جان میلنور، ژان پیر سر و جان تامپسون.